# Forstern (Gemeinde Pöndorf)
Forstern ist ein Ort im Hausruckviertel Oberösterreichs wie auch Ortschaft und Katastralgemeinde der Gemeinde Pöndorf im Bezirk Vöcklabruck. Die Ortschaft hat knapp 40 Gebäude mit etwa 110 Einwohnern, beinahe sämtlich im Dorf selbst.

## Geographische Lage
Forstern befindet sich etwa 30 Kilometer nordöstlich von Salzburg, 23½ Kilometer westlich von Vöcklabruck und 10½ Kilometer von Vöcklamarkt, 2½ Kilometer nordwestlich von Kirchham/Pöndorf. Das Dorf liegt am Südfuß des Kobernaußerwalds im Vöckla-Ager-Hügelland auf um die 605 m ü. A. Höhe.
Die viel umfassendere Katastralgemeinde Forstern mit 1.817,5 Hektar erstreckt sich von jenseits des Kirchhamer Bachs, der südlich des Orts vorbeifließt, bis nördlich an den Schwemmbach und den Rabenbach aus dem Kobernaußerwald in Hocheck, und über die Florianikapelle (691 m), das Meisterholz (711 m) und Kalteis (734 m) bis knapp vor Seppenröth (Gemeinde Fornach) im Nordwesten.
Zum Katastralgebiet gehört auch die Ortschaft Pading, und die Schwemmbach–Rabenbach-rechtsseitigen Häuser von Hocheck.

### Nachbarorte, -ortschaften und -katastralgemeinden
| Geretseck ∗ (KG) Gaisteig (O) | Kobernaußen ∗ Haberpoint ∗ (beide KG, Bez. Ried i.I.) | Walligen (KG, Gem. Fornach) Moos |
| Schachen (O)                  | Kompassrose, die auf Nachbargemeinden zeigt           | Bergham (O)                      |
| Plain (O) ∗                   |                                                       | Pading (O) Kirchham ∗ (KG)       |

∗ KG Kobernaußen: Gemeinde Lohnsburg am Kobernaußerwald; KG Haberpoint: Gemeinde Waldzell – 
nicht die KG Haberpoint der Gemeinde Pöndorf im Südwesten, die nicht angrenzt, weil  die Katastralgemeinden Geretseck und Kirchham Forstern bis in den Südwesten umfassen.

## Wirtschaft

### Windenergie-Vorrangzone Kobernaußerwald Süd
Mit dem Windmasterplan Oberösterreich wurde 2011 im Forstener Berggebiet der Vorrangzonenstandortraum Kobernaußerwald Süd ausgewiesen. Hier erscheint ein Ausbau der Windenergie wirtschaftlich, ökologisch wie auch landschaftsschützerisch vertretbar.
Die Zone umfasst den Grat des Kalteis südöstlich oberhalb Hocheck im Raum Floriani-Kapelle, auf etwa 3½ Kilometer Ausdehnung.
Geplant sind hier – ähnlich wie beim in Bau befindlichen Windpark Munderfing – eine Anlage mit starker Bürgerbeteiligung. Die Planungen werden weiterhin von der Energiewerkstatt Munderfing, die auch den (nicht genehmigungsfähigen) Windpark Silventus
im Raum Wiener Höhe betreut hatte.

## Nachweise
- 41726 – Pöndorf. Gemeindedaten der Statistik Austria

1. ↑  Windkraftmasterplan Oberösterreich. Amt der Oö. Landesregierung – Direktion Umwelt und Wasserwirtschaft – Abteilung Umweltschutz: land-oberoesterreich.gv.at > Umwelt > Energie
2. ↑  vergl. Arbeitsgruppe Windenergie: Windkraftmasterplan Vorrangzonen (Memento vom 6. Juni 2013 im Internet Archive). Karte, Jänner 2012 (pdf, land-oberoesterreich.gv.at; 1,3 MB).
3. ↑  Windpark Silventus (Memento vom 12. November 2013 im Internet Archive), Projektbeschreibung 2004–2007, Österreichisches Institut für Raumplanung; Windpark Silventus. In: Salzburger Nachrichten: Salzburgwiki.
4. ↑  Pöndorfer wollen mit Windkraft Strom erzeugen und ihr Budget aufbessern. Gerhard Hüttner in OÖ Nachrichten, online 5. April 2012.